# Paulus' Andet Brev til Timotheus
Paulus' Andet Brev til Timotheus fra Det Ny Testamente hører til de Pastorale breve. Det er breve, der enten er stilet til en leder af en menighed, eller omhandler hvordan menigheden bør organiseres og ledes. De fleste forskere mener i dag at brevet er pseudonymt, bl.a. fordi det er stilet til en menighedsleder. Menighederne på Paulus’ tid havde nemlig ingen fast struktur.
Fra det andet brev, kapitel 3, vers 16: "Ethvert skrift er indblæst af Gud og nyttigt til undervisning, til bevis, til vejledning og til opdragelse i retfærdighed". 
Begrebet guddommelig inspiration kommer herfra, det samme gør selve navnet, da ordet “indblæst” på latin oversættes til inspirato.
Om at stride den gode strid (andet brev, kapitel 4, vers 6-8): "Mit blod skal snart udgydes, og tiden er inde, da jeg skal bryde op. Jeg har stridt den gode strid, fuldført løbet og bevaret troen. Nu har jeg retfærdighedens sejrskrans i vente, som Herren, den retfærdige dommer, på den dag vil give mig – og ikke mig alene, men alle dem, som har glædet sig til hans tilsynekomst".
Det er tydeligvis skrevet af en person, der snart venter på en dødsdom eller lignende.